# Meyer de Berlin
Pour plus de détails, voir Fiche technique et Distribution.
Meyer de Berlin (Meyer aus Berlin) est un film allemand réalisé par Ernst Lubitsch, sorti en 1919.

## Fiche technique
- Titre : Meyer de Berlin
- Titre original : Meyer aus Berlin
- Réalisation : Ernst Lubitsch
- Scénario : Hanns Kräly et Erich Schönfelder
- Photographie : Alfred Hansen et Theodor Sparkuhl
- Pays d'origine : République de Weimar
- Format : Noir et blanc - 1,33:1 - Film muet
- Genre : comédie
- Durée : 57 minutes
- Date de sortie : 1919

## Distribution
- Ernst Lubitsch : Sally Meyer
- Ethel Orff : Paula, sa femme
- Heinz Landsmann : Harry
- Trude Troll : Kitty
- Ossi Oswalda
- Erich Schönfelder